# Per Tengstrand
Per Tengstrand, född 1968 i Växjö, är en svensk pianist. 
Tengstrand debuterade som barn och har studerat för bland andra Hans Pålsson, Dominique Merlet, Dominique Weber och Romuald Sztern. Han har vunnit flera internationella priser, bland annat förstapris i den internationella pianotävlingen i Cleveland 1997. Han är bosatt i Princeton, New Jersey, med sin hustru Shan-shan Sun.

## Filmprojekt
Per Tengstrand var huvudperson i dokumentärfilmen Solisten (2003) av Magnus Gertten och Stefan Berg.
Per Tengstrands egenproducerade film om Ludwig van Beethovens musik, Freedom of the Will, hade premiär hösten 2022. Filmen handlar om människor och händelser som har påverkats av Beethovens musik, bland annat under revolten i Ungern 1956, och om hur musik kan ge människor kraft. Filmen fick pris för "Outstanding achievement" vid World Film Festival i Singapore och tilldelades en silvermedalj vid Tokyo Film Awards i kategorin "Best inspirational film".

## Priser och utmärkelser
- 1997 – Första pris i Cleveland International Piano competition
- 2005 – Litteris et Artibus
- 2014 – Lunds Studentsångförenings solistpris